# Jozef Tomko

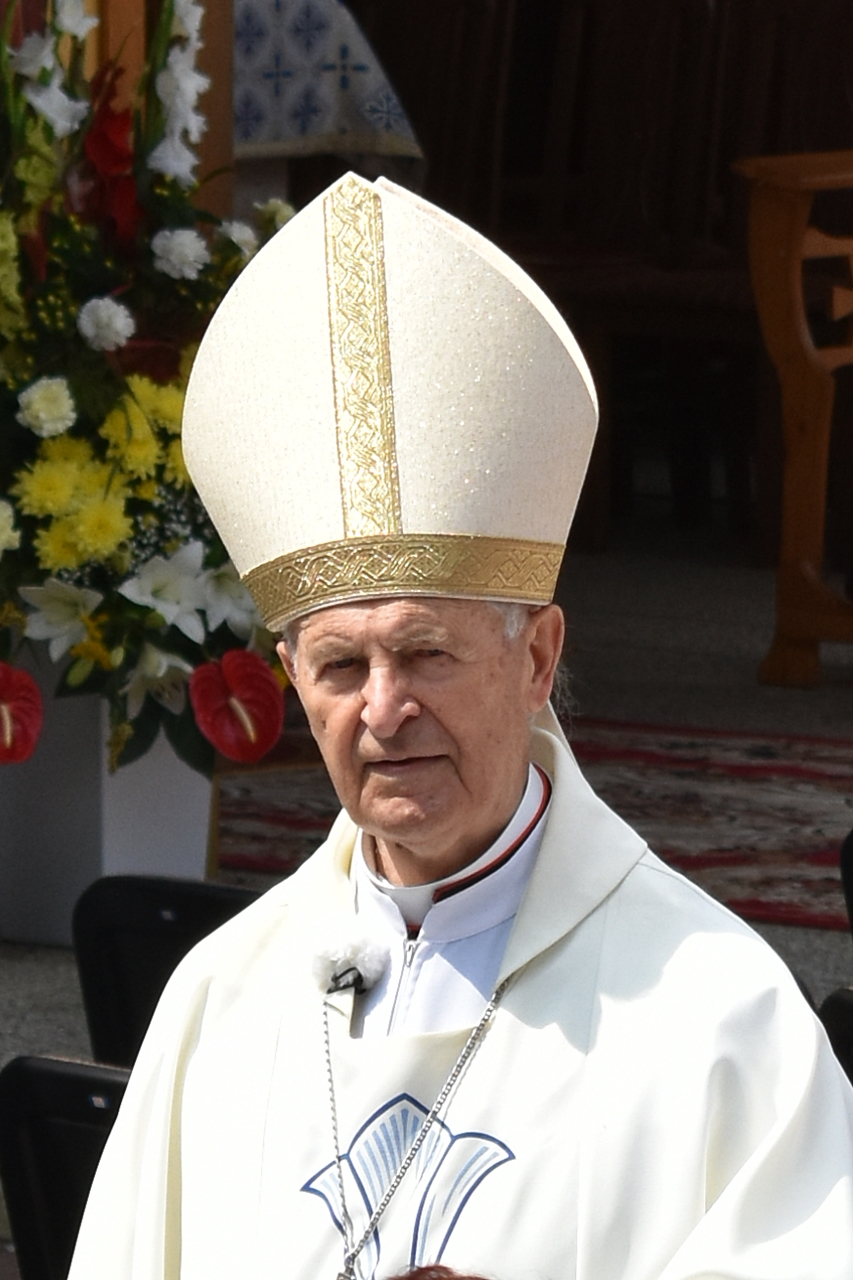
Jozef Kardinal Tomko am Berg Zvir in Litmanová (2018)

Wappen von Jozef Kardinal Tomko

Jozef Kardinal Tomko (* 11. März 1924 in Udavské; † 8. August 2022 in Rom) war ein slowakischer Geistlicher und Kurienkardinal der römisch-katholischen Kirche. Seit dem Tod von Albert Vanhoye am 29. Juli 2021 war er der älteste lebende Kardinal.

## Leben
Jozef Tomko studierte nach schulischem Abschluss in Michalovce von 1943 bis 1944 an der Cyril und Methodius Theologischen Fakultät der Comenius-Universität Bratislava. Ab 1945 lebte er als Priesteramtskandidat im Päpstlichen Collegium Nepomucenum in Rom und studierte an der Päpstlichen Lateranuniversität. An der Päpstlichen Universität Gregoriana wurde er 1951 zum Doktor der Theologie, des Kanonischen Rechts und der Sozialwissenschaften promoviert.
Nach Machtübernahme der Kommunisten in der Tschechoslowakei im Jahre 1948 blieb er in Rom und empfing am 12. März 1949 das Sakrament der Priesterweihe durch den römischen Weihbischof und späteren Kurienkardinal Luigi Traglia. Er war als Seelsorger in verschiedenen Pfarrgemeinden Roms sowie im Bistum Porto-Santa Rufina tätig. Von 1950 bis 1965 war er stellvertretender Rektor, später Rektor des Collegium Nepomucenum. Er war 1955/1956 Fakultätsmitglied der Internationalen Universität für Sozialstudien Pro Deo.
1959 trat er in die Dienste der römischen Kurie ein. Ab 1962 arbeitete er zusätzlich für die Glaubenskongregation, und von 1974 bis 1979 war Tomko Untersekretär der Kongregation für die Bischöfe. Von 1970 bis 1978 war er Professor an der Universität Gregoriana.
Am 12. Juli 1979 ernannte ihn Papst Johannes Paul II. zum Titularerzbischof von Doclea, übertrug ihm die Aufgabe des Generalsekretärs der Bischofssynode und spendete ihm am 15. September desselben Jahres die Bischofsweihe; Mitkonsekratoren waren der Kurienerzbischof und spätere Kurienkardinal Eduardo Martínez Somalo, und Andrew Gregory Grutka, Bischof von Gary, Indiana, USA.
In den folgenden Jahren zeichnete er für die Organisation und Durchführung zahlreicher Synoden verantwortlich. Weitere Tätigkeitsfelder Tomkos waren seit Anfang der 1970er Jahre der ökumenische Dialog mit den Lutheranern und Lehrtätigkeiten an der Gregoriana. Darüber hinaus arbeitete er als Seelsorger in verschiedenen Gemeinden Roms und engagierte sich für slowakische Auslandsgemeinden, vor allem in den USA.
Im Konsistorium vom 25. Mai 1985 nahm ihn Papst Johannes Paul II. als Kardinaldiakon mit der Titeldiakonie Gesù Buon Pastore alla Montagnola in das Kardinalskollegium auf. Von 1985 bis zu seinem altersbedingten Rücktritt am 9. April 2001 leitete Kardinal Tomko als Kardinalpräfekt die Kongregation für die Evangelisierung der Völker und nahm die Aufgabe des Magnus Cancellarius der Päpstlichen Universität Urbaniana wahr. Am 29. Januar 1996 wurde er zum Kardinalpriester mit der Titelkirche Santa Sabina erhoben.
Von 2001 bis 2007 war er Präsident des Päpstlichen Komitees für die Eucharistischen Weltkongresse. Am 1. Oktober 2007 ernannte Papst Benedikt XVI. Erzbischof Piero Marini zu seinem Nachfolger in diesem Amt. 2008 nahm Kardinal Tomko als päpstlicher Legat am 49. Eucharistischen Weltkongress teil.
Papst Benedikt XVI. berief Jozef Tomko mehrmals als Sondergesandten wie im November 2009 zum persönlichen Gesandten zu den Feierlichkeiten zum 150. Jahrestag der Evangelisierung der Insel Taiwan.
Im Frühjahr 2012 betraute ihn Papst Benedikt XVI. als Mitglied einer dreiköpfigen Kardinalskommission mit Spezialmandat mit der Untersuchung der Vatileaks-Affäre. Die Kommission soll Fälle von Diebstahl vertraulicher (päpstlicher) Dokumente aus dem Vatikan aufklären.
Da er bereits 2004 das 80. Lebensjahr vollendet hatte, nahm Kardinal Tomko weder am Konklave 2005 noch am Konklave 2013 teil. Er wurde im Sommer 2022 aufgrund einer Verletzung der Halswirbelsäule und später auch wegen einer COVID-19-Infektion im Krankenhaus behandelt. Am 8. August 2022 starb er schließlich im Alter von 98 Jahren in Rom. Die Beisetzung im Dom der Heiligen Elisabeth im slowakischen Košice ist für den 16. August desselben Jahres vorgesehen.

## Ehrungen und Auszeichnungen
- Ehrentitel „Päpstlicher Hauskaplan“ (eigentlich: Kaplan Seiner Heiligkeit) (1959)
- Ehrentitel „Päpstlicher Hausprälat“ (eigentlich: Ehrenprälat Seiner Heiligkeit) (1970)
- Großkreuz des Ordens der Eichenkrone (1988)
- Orden des Weißen Doppelkreuzes 1. Klasse (1995)
- Großkreuz des Ordens des Befreiers San Martin (1999)
- Ehrendoktorwürde durch die Medizinische Fakultät der Pavol-Jozef-Šafárik-Universität in Košice für den Beitrag zur Entwicklung von Kultur, Bildung und Menschlichkeit in der Slowakei
- Ehrendoktorwürde der Katholischen Universität Ružomberok (2006)[7]
- Goldene Plakette des Ministeriums für auswärtige und europäische Angelegenheiten der Slowakischen Republik (2009)
- Ehrenbürgerwürde der slowakischen Hauptstadt Bratislava (2009)[8]